# Hoplopleura abeli
Hoplopleura abeli är en insektsart som beskrevs av Johnson 1972. Hoplopleura abeli ingår i släktet Hoplopleura och familjen gnagarlöss. Inga underarter finns listade i Catalogue of Life.